# Kecamatan Simeulue Timur
Kecamatan Simeulue Timur (indonesiska: Simeulue Timur) är ett distrikt i Indonesien.   Det ligger i provinsen Aceh, i den västra delen av landet, 1 500 km nordväst om huvudstaden Jakarta. Kecamatan Simeulue Timur ligger på ön Pulau Simeulue.